# Mk 50 Barracuda
Per ovviare alle prestazioni, ritenute inadeguate, del siluro leggero Mk 46, di fronte alle nuove unità sovietiche come la Classe Alpha, gli USA hanno sviluppato un nuovo siluro, durante gli anni ottanta, chiamato Mk 50 Barracuda (forse per la prima volta per la marina americana, con un nome proprio). Esso ha un sistema di controllo avanzato, e un apparato propulsore capace di spingerlo ad oltre 50 nodi di velocità.